# 生活協同組合市民生協やまなし
生活協同組合市民生協やまなし（せいかつきょうどうくみあいしみんせいきょうやまなし）は、かつて存在した山梨県の生活協同組合。コープかながわ・コープしずおかなどとともにユーコープ事業連合を構成した。2013年3月21日にコープかながわ・コープしずおかと合併して、生活協同組合ユーコープとなる。
宅配事業（おうちCO-OP）では、県内3つのセンターで県内全域をカバー。店舗事業は甲府市内に1店舗。

## 沿革
- 1973年　山梨中央市民生活協同組合　設立
- 1993年　ユーコープ事業連合との事業連帯開始
- 1998年 正式名称を「生活協同組合市民生協やまなし」に改称
- 2013年3月21日 - コープかながわ・しずおかと生活協同組合ユーコープとして統合（組織合同）[1]。

## 所在地
- 本部
  - 山梨県甲府市落合町59-2
- 宅配センター
  - 甲府センター（甲府市落合町59-2）
  - 若草センター（南アルプス市藤田1537-1）
  - 都留センター（都留市与縄596-3）
- 店舗
  - ちづか店（甲府市千塚5-4-12）

## 事業内容
- 宅配事業（おうちCO-OP）
- 店舗事業
- カタログ事業
- 共済事業
- 葬祭事業
- 住宅リフォーム
- 旅行・チケット